# Nickel Creek
Nickel Creek ist ein Americana-Trio aus San Diego mit Wurzeln im Bluegrass, das dem Progressive Bluegrass im Spannungsfeld zwischen Folkmusik und Countrymusik zugerechnet wurde.

## Werdegang
Die Band besteht aus Chris Thile (Mandoline, Mandola, Gesang, Banjo), Sara Watkins (Geige, Gesang) und ihrem Bruder Sean Watkins (Gitarre, Klavier, Hintergrundgesang). Die Gruppe wurde 1989 gegründet, zusammen mit Scott Thile, dem Vater von Chris, der Kontrabass spielte, nachdem die Watkins und Thile sich bei einem Konzert der Band Bluegrass Etc. getroffen hatten. Das älteste der Kinder, Sean, war zu diesem Zeitpunkt gerade einmal zwölf Jahre alt. Aus der Frühzeit der Band stammen zwei Alben, die beide nicht mehr hergestellt werden.

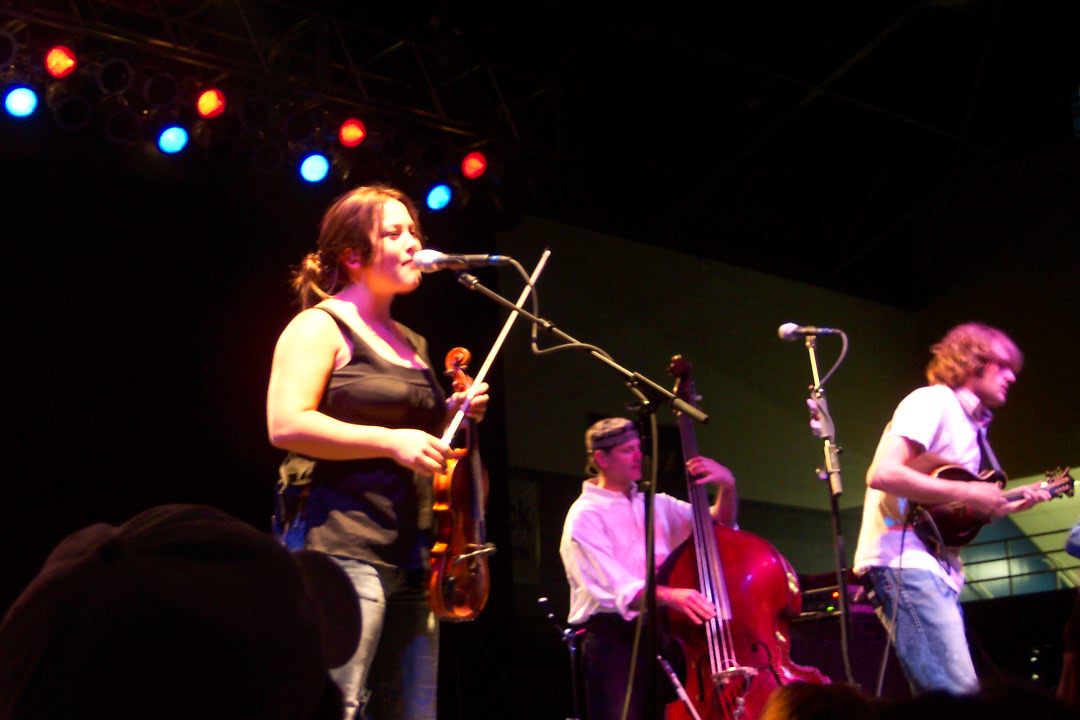
Nickel Creek am 25. September 2003

Später half ihnen Alison Krauss, ihren Stil weiterzuentwickeln und produzierte ihr Album "Nickel Creek", das im Jahr 2000 bei Sugar Hill erschien. Heutzutage gilt diese Platte als das Major-Debüt der Band. Inzwischen hat sich Scott aus der Band zurückgezogen. Nach mehreren Jahren Tournee mit wechselnden Bassisten füllte nun Mark Schatz die Stelle des Tourbassisten aus. Die Gruppe hat drei Alben veröffentlicht und 2003 einen Grammy für das „Beste zeitgenössische Folk-Album“ mit This Side gewonnen. Nickel Creek erreichte Platin-Status für mehr als 1.000.000 und This Side Gold für mehr als 500.000 verkaufte Exemplare.
Am 9. August 2005 veröffentlichten Nickel Creek ihr fünftes Studioalbum mit dem Namen Why Should Fire Die?. Im November 2006 publizierte ihre Plattenfirma ein Best of mit Songs der letzten drei CDs und den Live-Versionen von „You Don’t Have To Move That Mountain“ und dem „Fox“–Medley.
Die Band beschloss Ende 2007 nach ihrer Tour, ihr gemeinsames musikalisches Projekt auf unbestimmte Zeit auszusetzen. Chris Thile und Sara Watkins widmeten sich Solo-Projekten, Sean Watkins gründete gemeinsam mit Jon Foreman, dem Sänger der Band Switchfoot die Gruppe Fiction Family. Anfang 2014 verkündete Nickel Creek auf ihrer Website die Reunion der Band. In New York nahmen die Musiker zehn neue Stücke auf, die am 1. April 2014 auf dem Album "A Dotted Line" veröffentlicht wurden.

## Diskografie

### Alben
| Jahr | Titel                       | Höchstplatzierung, Gesamtwochen, AuszeichnungChartplatzierungen (Jahr, Titel, Platzierungen, Wochen, Auszeichnungen, Anmerkungen) | Höchstplatzierung, Gesamtwochen, AuszeichnungChartplatzierungen (Jahr, Titel, Platzierungen, Wochen, Auszeichnungen, Anmerkungen) | Anmerkungen                         |
| Jahr | Titel                       | US | Country | Anmerkungen                         |
| ---- | --------------------------- | --- | --- | ----------------------------------- |
| 2000 | Nickel Creek                | US125 Platin · (38 Wo.)US | Country13 (67 Wo.)Country |                                     |
| 2002 | This Side                   | US18 Gold · (19 Wo.)US | Country2 (92 Wo.)Country |                                     |
| 2005 | Why Should The Fire Die?    | US17 (10 Wo.)US | — |                                     |
| 2006 | Reasons Why – The Very Best | — | Country41 (15 Wo.)Country |                                     |
| 2014 | A Dotted Line               | US7 (8 Wo.)US | — | Erstveröffentlichung: 1. April 2014 |
| 2023 | Celebrants                  | US196 (1 Wo.)US | Country23 (1 Wo.)Country | Erstveröffentlichung: 24. März 2023 |

Weitere Alben
- 1993: Little Cowpoke
- 1997: Here To There

mit Jon Foreman als Fiction Family
- 2009: Fiction Family
- 2013: Fiction Family Reunion

Sean Watkins (Solo)
- 2001: Let It Fall
- 2003: 26 Miles
- 2006: Blinders On

Chris Thile (Solo)
- 1994: Leading Off
- 1997: Stealing Second
- 2001: Not All Who Wander Are Lost
- 2004: Deceiver (2004)
- 2006: How To Grow a Woman From the Ground
- 2008: Punch

Sara Watkins (Solo)
- 2009: Sara Watkins
- 2012: Sun Midnight Sun

### Singles
| Jahr | Titel Album                          | Höchstplatzierung, Gesamtwochen, AuszeichnungChartsChartplatzierungen (Jahr, Titel, Album, Platzierungen, Wochen, Auszeichnungen, Anmerkungen) | Anmerkungen |
| Jahr | Titel Album                          | Country | Anmerkungen |
| ---- | ------------------------------------ | --- | ----------- |
| 2001 | When You Come Back Down Nickel Creek | Country48 (13 Wo.)Country |             |
| 2002 | The Lighthouse’s Tale Nickel Creek   | Country49 (11 Wo.)Country |             |
| 2002 | This Side                            | Country56 (7 Wo.)Country |             |